# Girard (patronyme)
Pour les articles homonymes, voir Girard.
Cette page présente le nom de famille Girard ainsi que ses variantes.
Girard est un patronyme français.

## Étymologie
Girard est un nom de personne d'origine germanique, Gerhard (ger = lance + hard = dur). C'est l'équivalent du prénom Gérard. 

## Popularité
Le patronyme est présent un peu partout en France, mais on le rencontre surtout en Vendée. En France, il s'agit du 20e patronyme le plus porté.

## Personnalités portant ce patronyme
- Agathe Girard (2001-), tireuse sportive française ;
- Aimé Girard (1830-1898), chimiste industriel et agronome français ;
- Alain Girard (1914-1996), sociologue et démographe français ;
- Albert Girard
- Albert Girard-Blanc (1901-2005), pilote d'avion français ;
- Alexander Girard (1907-1993),  designer textile américain ;
- Alexis-François Girard (1787-1870), graveur français, père de l'helléniste Jules Girard
- Amédée Girard (1826-1900), homme politique français ;
- Ami Girard (1819-1900), personnalité militaire suisse ;
- André Girard  ;
- Anthony Girard (né en 1959), compositeur français ;
- Antoine Girard  ;
- Ariane Girard (1980-), chanteuse lyrique et professeure de chant canadienne ;
- Auguste Edmond Girard (1806-1873), homme politique français ;
- Benoît Girard (1932-2017), acteur québécois ;
- Bernard Girard (1918-1997), réalisateur américain ;
- Bruno Girard (né en 1970), boxeur français ;
- Catherine-Joseph-Ferdinand Girard de Propiac (1759-1823) littérateur français ;
- Caroline Girard (1830-,), artiste lyrique française ;
- Charles Girard (?-1866 ou 1867), navigateur et explorateur français ;
- Charles Frédéric Girard (1822-1895), médecin et zoologiste américain d'origine française ;
- Charlotte Girard (1974-), juriste et femme politique française ;
- Christian Girard (1915-1985), ambassadeur français ;
- Christian Girard (1952-), homme politique français ;
- Christine Girard (née en 1985), haltérophile canadienne ;
- Christophe Girard  ;
- Chryssie Girard (née en 1975), athlète française ;
- Claude Girard (1952-2004), homme politique français ;
- Damien Girard  ;
- Daniel Girard (1890-1970), illustrateur et peintre français ;
- Danielle Girard (1970-), femme de lettres américaine, auteure de roman policier ;
- Dominique Girard (1829-1911), architecte français ;
- Édith Girard (1949-2014), architecte française ;
- Élise Girard (né en 1974), réalisatrice et scénariste française
- Éric Girard  ;
- Ernest-Joseph Angelon Girard (1813-1897), peintre de portraits en miniature français ;
- Étienne François Girard (1766-1846), militaire français ;
- François Girard  ;
- Fulgence Girard (1807-1873), romancier, poète, homme politique, journaliste et historien français ;
- Gabriel Girard (1677-1748), homme d'Église et grammairien français ;
- Gabriel Girard (1991-), joueur professionnel de hockey sur glace ;
- Gabrielle Girard (1926-2015), connue sous le nom de Danièle Delorme, actrice et productrice française ;
- Girard Ier, dit Guinard (mort en 1113), comte de Roussillon ;
- Girard d'Orléans (mort en 1361), peintre français ;
- Georges Girard (1888-1985), médecin français, co-découvreur avec Jean Robic du premier vaccin contre la peste ;
- Grégoire Girard (1765-1850), surnommé Père Girard, cordelier (franciscain) et pédagogue suisse ;
- Grégoire Girard (1925-2025), arpenteur-géomètre et un homme politique québécois ;
- Gustave de Girard (1805-1863), homme politique français ;
- Henri Girard  ;
- Hugo Girard (1971-) est un homme fort canadien ;
- Jean Girard  ;
- Jean-Baptiste Girard  ;
- Jean-Marie Paul Henry Girard (1907-1972), général français ;
- Jean-Michel Girard (né en 1948), prévôt des chanoines du Grand-Saint-Bernard;
- Jean-Pierre Girard  ;
- Jean-Sébastien Girard, humoriste québécois ;
- Jean-Yves Girard (né en 1947), logicien et mathématicien français ;
- Jehan Girard (XVIe siècle), imprimeur de Calvin à Genève ;
- Jocelyne Girard-Bujold (1943-), femme politique québécoise ;
- Joe Girard (1928-2019), vendeur d'automobiles américain ;
- Joël Girard (né en 1951), tireur sportif français ;
- Jonathan Girard (1980-), hockeyeur sur glace canadien ;
- Joseph Girard  ;
- Jules Girard  ;
- Julien Girard (1820-1898), enseignant français ;
- Julien Girard (1905-1978), homme politique suisse ;
- Louis Girard (1911-2003), historien français.
- Louis-Dominique Girard  ;
- Léopold Stanislas Maximilien Girard (1819-1870), général français, Mort pour la France ;
- Livia Girard (1999-), joueuse française de rugby à XV ;
- Loïg Chesnais-Girard (né en 1977), homme politique français ;
- Louis Girard (1911-2003), historien français ;
- Louis-Joseph Girard (1773-1844), dessinateur, professeur à l'École des beaux-arts de Paris ;
- Louis Victor François Girard (1886-1915), horloger, l'un des quatre caporaux normands fusillés pour l'exemple en 1915 à l'âge de 28 ans ;
- Marius Girard (1838-1906), écrivain français de Provence;
- Mathieu Girard (Entrepreneur Soudeur) né le 16 septembre au Québec;
- Marius Girard (1927-2014), artiste peintre, graveur, aquarelliste français;
- Maurice Jean Auguste Girard (1822-1886), entomologiste français ;
- Narcisse Girard (1797-1860), chef d'orchestre et compositeur français ;
- Nicolas Girard  ;
- Nicole Girard-Mangin (1878-1919), unique femme médecin au sein de l'armée française à avoir exercé durant la Première Guerre mondiale ;
- Olivier-Laurent Girard (1917-2003), dessinateur français ;
- Pascal Girard (1981-),  auteur de bande dessinée québécois ;
- Patricia Girard  (1968-), athlète française ;
- Patrick Girard  ;
- Paul Girard  ;
- Paul-Albert Girard (1839-1920), peintre français ;
- Paul Frédéric Girard (1852-1926), jurisconsulte français et professeur de droit romain ;
- Philippe de Girard (1775-1845), inventeur français ;
- Philippe Girard  ;
- Pierre Girard  ;
- Pierre Louis Pélagie Girard (1773-1818), général de brigade français ;
- Pierre-Simon Girard (1765-1836), ingénieur français ;
- Raoul Girard (1898-1967), homme politique français ;
- Régnault Girard, ambassadeur de Charles VII en Écosse (1434-1436) ;
- Rémy Girard (né en 1950), comédien québécois ;
- René Girard  ;
- Renée Girard (1927-2009), actrice québécoise ;
- Rodolphe Girard (1879-1956), écrivain québécois ;
- Rosan Girard (1913-2001) médecin et homme politique guadeloupéen ;
- Samuel Girard  ;
- Serge Girard (né en 1953), globe trotter français ;
- Stephen Girard (1750-1831), armateur, banquier et philanthrope américain ;
- Théo Girard (né en 1978), compositeur et musicien français ;
- Théodore Girard (1851-1918), homme politique français ;
- Thierry Girard (né en 1951), photographe français ;
- Thomas Girard  ;
- Xavier Girard (né en 1970), ancien spécialiste français du combiné nordique ;

### Personnage de fiction
- Hélène Girard, personnage de fiction apparaissant dans plusieurs séries télévisées créées par Jean-François Porry.